# هنري الأول، كونت شامبانيا
هنري الأول (ديسمبر 1127 - 16 مارس 1181) والمعروف بـ الليبرالي، كان كونت شامبانيا من 1152 حتى 1181، كان الأبن الأكبر لـ ثيوبالد الثاني، كونت شامبانيا وماتيلدا دي كارينثيا.
شارك هنري في الحملة الصليبية الثانية بقيادة لويس السابع ملك فرنسا، كان يحمل رسالة توصية من برنارد من كليرفو موجه إلى مانويل كومنينوس إمبراطور البيزنطيين، وهو واحد من شخصيات البارزة في مجلس عكا الذي عقده بالدوين الثالث ملك بيت المقدس في 24 يونيو 1148.
ومع وفاة والده في 1152 أخذ هنري شامبانيا، وترك عقارات الأخرى لأخويه الأصغر سناً.

## الزواج
تزوج في 1164 من ماري من فرنسا أبنة الملك لويس السابع وإليانور دي آكيتاين؛ وانجبت له:-
1. شولاستيك (توفيت. 1219)؛[4] تزوجت من ويليام الرابع من ماكون.
2. هنري الثاني، كونت شامبانيا (1166 - 1197)؛[4] أصبح أيضا ملك بيت المقدس.
3. ماري (توفيت. 1204)؛[4] تزوجت من بالدوين الأول، إمبراطور القسطنطينية اللاتينية.
4. ثيوبالد الثالث، كونت شامبانيا (1179 - 1201)؛[4] أصبح كونت شامبانيا تنازل شقيقه الأكبر عنها.